# Eduardo Burguete
Eduardo Burguete Babí (* 4. Januar 1962 in Valencia; † 27. Februar 2023) war ein spanischer Moderner Fünfkämpfer und Triathlet.

## Werdegang
Eduardo Burguete nahm als Moderner Fünfkämpfer an den Olympischen Sommerspielen 1984 in Los Angeles teil. Im Einzelwettbewerb belegte er den 26. und im Mannschaftswettbewerb den 8. Platz. Vier Jahre später wurde er spanischer Meister in dieser Sportart.
Danach wechselte er zum Triathlon und war einer der spanischen Pioniere in der Sportart. Er war unter anderem 1989 Mitglied der spanischen Mannschaft bei der ersten Triathlonweltmeisterschaft im französischen Avignon. 1992 gewann er in seiner Heimatstadt die erste Ausgabe des Valencia Triathlon.
Burguete lebte in Barcelona, wo er studierte und lange nach seinem Karriereende 1997 noch an Senioren-Wettkämpfen teilnahm. Er starb am 27. Februar 2023 an den Folgen einer Leukämie-Erkrankung.